# Condensation (psychanalyse)
Pour les articles homonymes, voir condensation.
En psychanalyse, la notion de condensation réfère à un processus qui s'exprime notamment dans le travail du rêve, mais est actif également dans d'autres circonstances. 

## Histoire de la notion
Freud fait référence à la notion de condensation pour la première fois dans L'Interprétation du rêve (1900). Il s'agit selon lui d'un des mécanismes fondamentaux par lequel peut s'exercer le travail du rêve. Selon lui, ce mécanisme n'est pas propre au rêve, mais il se déploie également dans le mot d'esprit, le lapsus, l'oubli de mots, notamment.

## Théorie psychanalytique
La condensation se distingue notamment du déplacement, autre processus essentiel du travail du rêve. Alors que le déplacement permet d'affecter à un élément A le contenu manifeste du rêve initialement lié à un élément B, la condensation agit par « rassemblement d'intensités » de deux éléments du rêve.